# Bart Van Loo

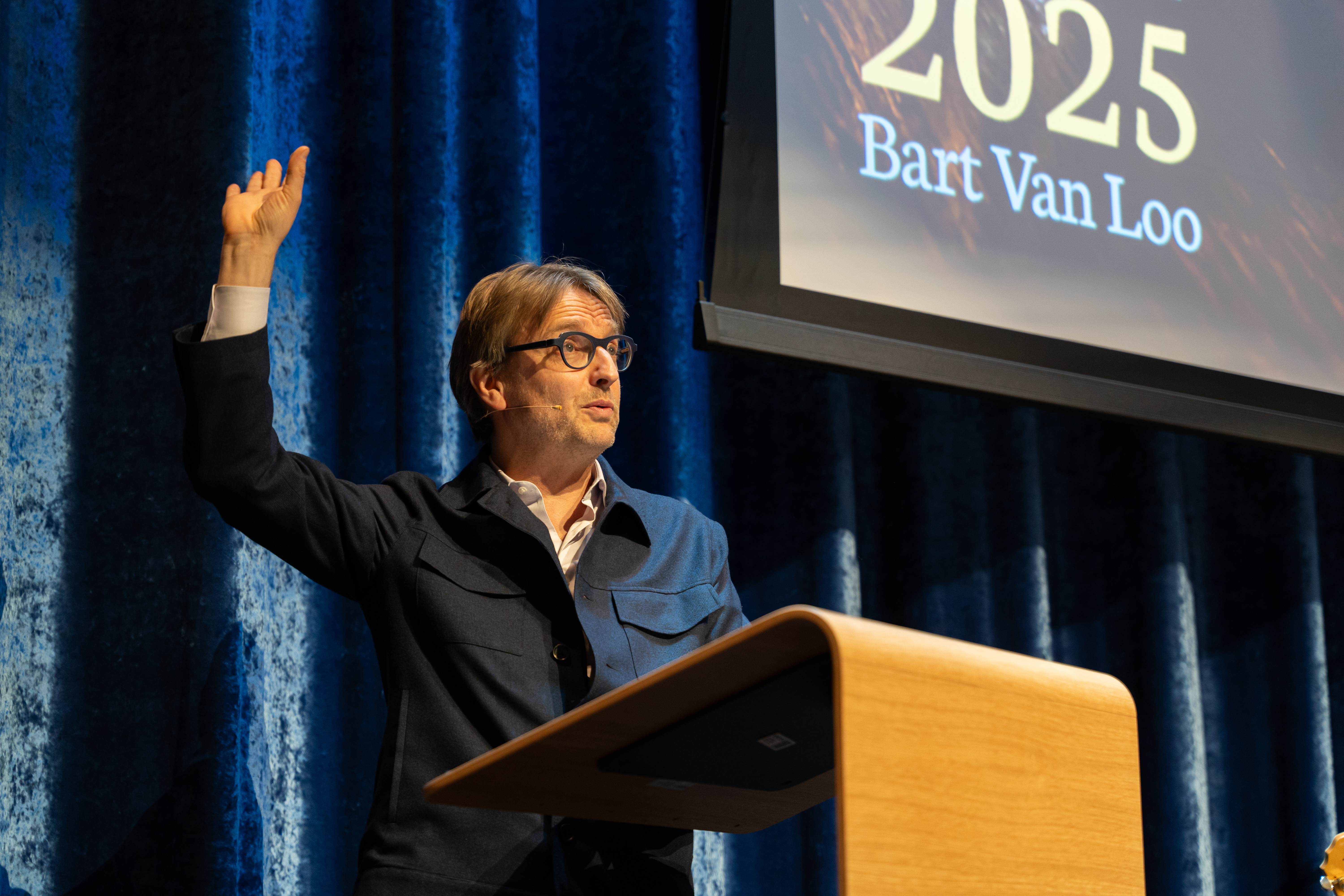
Uitreiking Gouden Ganzenveer, Amsterdam 2025. (Foto: Lotte Kwant)

Bart Van Loo (Herentals, 1 februari 1973) is een Vlaams auteur en conferencier. Zijn boeken zijn vaak gerelateerd aan de Franse geschiedenis en cultuur. Met zijn bestseller Chanson. Een gezongen geschiedenis van Frankrijk raakte hij bekend bij het grote publiek.
Aanvankelijk werd Van Loo regelmatig in de media opgevoerd als Frankrijkkenner. In het voorjaar van 2012 was hij een centrale gast in De Laatste Show. Later volgde een reeks chansoncolleges in De Wereld Draait Door. Met zijn lezingen, optredens en voorstellingen doorkruist hij al jarenlang Vlaanderen en Nederland, sinds 2023 ook Franstalig België. 
In 2019 verscheen De Bourgondiërs. Aartsvaders van de Lage Landen, dat het ook uitstekend deed in het buitenland. Bij het boek maakte Van Loo een populaire podcast.

## Levensloop

### Studie en debuut
Van Loo studeerde Romaanse filologie aan de Universiteit Antwerpen. Na zijn studie gaf hij enkele jaren Frans in het middelbaar onderwijs. Van Loo was medewerker van Knack, Streven, Tertio en De Leeswolf. Van 2007 tot 2014 was hij bestuurslid van PEN Vlaanderen.
In 2006 werd hij fulltime schrijver en verscheen zijn debuut Parijs retour. Literaire reisgids voor Frankrijk. Voor dit boek kreeg hij de Groene Waterman Publieksprijs. Parijs retour is het relaas van een reis in de sporen van de beroemde auteurs die de Franse 19e eeuw een gezicht gaven: Victor Hugo, Alexandre Dumas, George Sand, Honoré de Balzac, Émile Zola, Alphonse Daudet, Guy de Maupassant en Gustave Flaubert.

### Frankrijktrilogie
In april 2008 verscheen Als kok in Frankrijk. Literaire recepten en culinaire verhalen, een ludiek essay over de Franse gastronomie en de culinaire charmes van literaire meesterwerken. Zijn derde boek O vermiljoenen spleet! Seks, erotiek en literatuur volgde in 2010, een geschiedenis van de voornamelijk Franse erotische literatuur. In 2011 bundelde De Bezige Bij zijn drie Frankrijkboeken tot het meer dan duizend bladzijden tellende Eten! Lezen! Vrijen! De Frankrijktrilogie; in 2016 volgde een pocketeditie.

Prille dertigers en zeker jongeren die bij de namen Charles Baudelaire, Émile Zola, Louis-Ferdinand Céline, Georges Brassens, Serge Gainsbourg, Jacques Tati, Louis de Funès of Auguste Escoffier meer kunnen bedenken dan twee trefwoorden zijn dun gezaaid. Dat is spijtig, omdat er veel schoonheid en inzichten dreigen verloren te gaan. Ik wil graag een pleitbezorger zijn voor een cultuur die steeds meer in de verdrukking komt.
— Bart Van Loo

### Willem Elsschot & theater
In 2009 schreef hij met Vitalski de dialoog Oot Kwizien Literair. De twee voerden de voorstelling op in de theaterseizoenen 2009-2010 en 2010-2011 - Van Loos eerste theaterproject.
In 2010 publiceerde Van Loo het boek Elsschot, Antwerpen en Coraline. In een mengeling van autobiografie en fictie doet de auteur uit de doeken 'hoe je met het oeuvre van Elsschot een Française kunt verleiden'.

### Doorbraak
In het najaar van 2011 volgde Chanson. Een gezongen geschiedenis van Frankrijk, een muzikale slalom door de Franse geschiedenis, een zoektocht naar de ziel van het chanson. Op basis van dit boek maakte hij samen met Claude Blondeel en Warre Borgmans de gelijknamige radioreeks voor Klara. Er volgde een door hem samengestelde dubbel-cd met Franse chansons. Nadien kwamen nog twee compilaties.
In het voorjaar van 2012 verzorgde hij een Frankrijkrubriek in De Laatste Show (Vlaamse televisie). Nadien volgde een chansoncollege in de Nederlandse talkshow De Wereld Draait Door (2012-2013). Samen met Karl Vannieuwkerke trok Van Loo in een oude Citroën DS door Frankrijk, een queeste naar de roots van De Ronde van Frankrijk met ook aandacht voor gastronomie, literatuur en chanson. Dat resulteerde in een reeks van vier afleveringen die uitgezonden werden in juni 2013.
In 2014 volgde de muzikale theatershow Chanson. Une belle histoire, samen met Eddy et les Vedettes, die meerdere seizoenen zou lopen. Nadat hij met zijn chanson-boek voor het eerst als auteur een groot publiek had aangesproken, zou hij vervolgens met de op het boek gebaseerde voorstelling ook doorbreken als podiumartiest.

### Napoleon
In Napoleon. De schaduw van de revolutie (2014) verweeft Van Loo het verhaal van de Franse keizer met de woelige geschiedenis van de Franse Revolutie, en schetst hij hem als een ambivalent figuur die zodra hij de absolute macht heeft verworven heel wat idealen van de Revolutie zou verraden. In 2017 volgde de gelijknamige theatervoorstelling waarin Van Loo zijn familiegeschiedenis naast die van Bonaparte legt en speelt met de tegenstellingen die Napoleon nog steeds oproept; met muziek van Geert Hellings en beelden van Koen Broucke.
In 2023 herwerkte Van Loo zijn boek met oog op een (goed ontvangen) Franse vertaling, die dan weer leidde tot een vernieuwde Nederlandse editie. Begin 2025 zijn er alles opgeteld 100.000 exemplaren verkocht. 

### De Bourgondiërs
In 2019 verscheen het vuistdikke boek De Bourgondiërs. Aartsvaders van de Lage Landen waarin Van Loo volgens prof. em. Wim Blockmans de recentste stand van het historisch onderzoek naar de Bourgondische tijd verwerkt. Hij beperkt zich niet tot de vermaarde hertogen, maar laat zijn verhaal wortel schieten in de vroege middeleeuwen en trekt door tot aan Karel V, die hij als de laatste Bourgondiër beschouwt. Evenmin beperkt hij zich tot veldslagen en politieke steekspelen, maar gaat hij ook op zoek naar de artistieke ziel van de late middeleeuwen en heeft hij aandacht voor cultuurhistorische elementen als geloof, gastronomie, tijdsbesef etc. Naar eigen zeggen raakte hij al vroeg geboeid in deze periode door de lugubere prent van het door de wolven verscheurde lijk van Karel de Stoute in de sneeuw bij Nancy uit de zesdelige geïllustreerde uitgave 's Lands Glorie (plaat 182, Deel III) van uitgeverij Artis-Historia. Het boek kadert in het genre Histoire événementielle en slaagt er snel in veel lezers te bekoren. In de pers wordt er regelmatig naar De Bourgondiërs verwezen, o.a. als een van de mogelijke redenen voor de verhoogde interesse voor geschiedenis bij het grote publiek.
Datzelfde jaar volgde nog een podcast - zelf verteld door de auteur die nadien ook tekende voor de Franse versie - en vanaf 2020 ook een theatertournee, die Van Loo uiteindelijk ook in het Frans zou brengen. De rechten van het boek werden verkocht aan tien landen. The Burgundians werd opgenomen in 'Best Books 2021' van The Times. Begin 2025 zijn er ruim 400.000 exemplaren van het boek verkocht, waarvan 130.000 in vertaling.
In 2024 verscheen Stoute schoenen, een boek waarin Van Loo een tijdreis onderneemt naar het decor van de Bourgondiërs. Reizend langs ruïnes, kastelen, musea en slagvelden in België, Nederland, Frankrijk (uiteraard ook Bourgondië) en Zwitserland gaat hij op zoek naar Huizinga's historische sensatie, een soms zintuigelijke, altijd onderbouwde poging om de late middeleeuwen letterlijk aan te raken. Bij het boek hoort een website met een Bourgondisch meldpunt, alsook een podcastreeks waarin hij een jaar lang wekelijks een nieuwe historische sensatie presenteert. 
In 2025 ontvangt Bart Van Loo de Gouden Ganzenveer, een Nederlandse literatuurprijs.

### Bestseller 60
| Boeken met noteringen in de Nederlandse Bestseller 60 | Jaar van verschijnen | Datum van binnenkomst | Hoogste positie | Aantal weken | Opmerkingen |
| ----------------------------------------------------- | -------------------- | --------------------- | --------------- | ------------ | ----------- |
| Napoleon. De schaduw van de revolutie                 | 2014                 | 26-11-2014            | 51              | 1            |             |
| De Bourgondiërs                                       | 2019                 | 23-01-2019            | 3               | 38           |             |
| Stoute schoenen                                       | 2024                 | 11-09-2024            | 12              | 9            |             |

## Theater
- Oot kwisien literair (2009-2010, samen met Vitalski)
- Chanson. Une belle histoire (2014-2015, samen met Eddy et les Vedettes)
- Napoleon. De schaduw van de revolutie (2017-2018, met muziek van Geert Hellings en beelden van Koen Broucke)
- De Bourgondiërs (2021-2023, scenografie Bart De Koster)
- Stoute schoenen (najaar 2024, met Dierdre Tiemp)
- Les Téméraires (2023-2025), Franse versie van De Bourgondiërs

## Cd's (samensteller)
- Chanson. Een gezongen geschiedenis van Frankrijk (2011, EMI, dubbel-cd, gouden plaat)
- Frankrijktrilogie. Chanson volume II" (2012, EMI, drie cd's)
- Bleu Blanc Rouge. Reis door Frankrijk in 70 chansons (2013, EMI, drie cd's)

## Radio
- Chanson. Een gezongen geschiedenis van Frankrijk (2011, Radio Klara, 16 uur radio, met Warre Borgmans en Claude Blondeel, reeks geproduceerd door Rolly Smeets en Annick Lesage, genomineerd voor de Prix Europa.[15])
- Franse rubriek tijdens de Ronde van Frankrijk (2015, 2016, 2017, 2018 en 2019 op Radio 2)
- Rubriek in het radio-programma Matin Première (RTBF, La Première, 2023-2024)
- Zie ook bij "Podcast"

## TV
- Wekelijkse Frankrijkrubriek in De Laatste Show (Eén, voorjaar 2012)
- Maandelijks chansoncollege in De Wereld Draait Door (Nederland 3, 2012-2013)
- God in Frankrijk (met Karl Vannieuwkerke, 4 afleveringen, Eén, juni 2013)

## Podcast
- De Bourgondiërs (Klara, 2019, productie: Rolly Smeets en Annick Lesage).
- Bestaat ook in het Frans: Les Téméraires (RTBF, 2021, La Première).
- Stoute schoenen (Klara, VRT MAX, 2025, productie: Rolly Smeets en Annick Lesage).

## Varia
- Nawoord bij De Nekslag (2003) van Émile Zola (vertaling van L'assommoir door Hans van Cuijlenborg.
- Sluiertijd (2012), Citybook over Chartres.
- Liner notes bij een compilatie chansons van Charles Aznavour (2015).
- Voorwoord bij Arsène Lupin gentleman inbreker (2016) van Maurice Leblanc (vertaling van Gentleman cambrioleur door Lidewij van den Berg).
- Voorwoord bij In het land van de eeuwige zomer. Reportages uit Frankrijk (2017) van Joseph Roth (samengesteld en vertaald door Els Snick).
- Voorwoord bij een nieuwe uitgave van Boerenpsalm (2022, oorspronkelijk 1935) van Felix Timmermans (met illustraties van Koen Broucke en een nawoord van Gaston Durnez).

## Onderscheidingen
- België: Commandeur in de Kroonorde (2022)[16]
- Frankrijk: Chevalier dans l'Ordre des Arts et des Lettres (2022)[17]
- Nederland: Gouden Ganzenveer (2025).